# Leanne Smith
Ne doit pas être confondu avec Leanne Smith (natation).
Pour les articles homonymes, voir Smith.
Leanne Smith, née le 28 mai 1987 à Conway (New Hampshire, États-Unis) est une skieuse alpine américaine qui a commencé sa carrière en 2002. Considérée comme un grand espoir du ski alpin américain, elle a pris part aux championnats du monde juniors 2007. En coupe du monde, elle compte deux podium en descente, obtenu en décembre 2012 à Val d'Isère et en janvier 2013 à Cortina d'Ampezzo.

## Biographie
Leanne Smith participe à sa première course de coupe du monde en début de saison 2008 à Lake Louise. Elle prend part à deux épreuves aux Jeux olympiques de 2010 mais réalise des performances quelconques (18e en super G et 21e en combiné). Elle décroche son premier top dix en janvier 2011 en terminant huitième du super G de Cortina d'Ampezzo et monte pour la première fois sur le podium en décembre 2012 grâce à une deuxième place lors de la descente de Val d'Isère derrière la Suissesse Lara Gut. Elle monte à nouveau sur un podium quelques semaines plus tard, en prenant la troisième place de la descente de Cortina d'Ampezzo derrière sa compatriote Lindsey Vonn et la Slovène Tina Maze.
Après des saisons 2014-2015 et 2015-2016 partiellement ou complètement manquées à cause de blessures, elle fait son retour en Coupe du monde en 2016, mais ne parvient pas à rentrer dans les 30 premières, avec pour meilleur résultat une 31e place en descente à Lake Louise. En Coupe nord-américaine, elle ne parvient pas à faire mieux que quatrième, en descente à Copper Mountain.
Elle se retire du sport en 2017.

## Palmarès

### Jeux olympiques
| Édition / Épreuve | Super G | Combiné |
| ----------------- | ------- | ------- |
| JO 2010 Vancouver | 18e     | 21e     |
| JO 2014 Sotchi    | 18e     | Abandon |

### Championnats du monde
| Édition / Épreuve        | Descente | Super G | Combiné      |
| ------------------------ | -------- | ------- | ------------ |
| Mondiaux 2011 Garmisch   | Abandon  | 19e     | Disqualifiée |
| Mondiaux 2013 Schladming | 12e      | 16e     | Abandon      |

### Coupe du monde
- Meilleur classement général : 25e en 2013.
- 2 podiums.

| Saison/Classement | Général | Général | Descente | Descente | Super G | Super G | Combiné | Combiné |
| Saison/Classement | Class.  | Points  | Class.   | Points   | Class.  | Points  | Class.  | Points  |
| ----------------- | ------- | ------- | -------- | -------- | ------- | ------- | ------- | ------- |
| 2007-2008         | 88e     | 32      | 45e      | 8        | 36e     | 16      | 35e     | 8       |
| 2008-2009         | 94e     | 30      | 41e      | 9        | 43e     | 14      | 41e     | 7       |
| 2009-2010         | 75e     | 64      | 36e      | 39       | 41e     | 13      | 31e     | 12      |
| 2010-2011         | 30e     | 213     | 22e      | 82       | 15e     | 95      | 19e     | 36      |
| 2011-2012         | 38e     | 205     | 25e      | 68       | 16e     | 124     | 28e     | 13      |
| 2012-2013         | 25e     | 310     | 12e      | 180      | 12e     | 125     | 37e     | 5       |
| 2013-2014         | 52e     | 115     | 30e      | 19       | 19e     | 66      | -       | -       |

### Championnats du monde junior
| Édition / Épreuve     | Descente | Super G | Slalom géant | Slalom  | Combiné                          |
| --------------------- | -------- | ------- | ------------ | ------- | -------------------------------- |
| Mondiaux 2007 Flachau | 15e      | 10e     | 35e          | Abandon | Épreuve inexistante à cette date |

### Coupe d'Europe
- 1 victoire.

### Championnats des États-Unis
- Championne de descente en 2010.